# Stargate SG-3000
Stargate SG-3000 is een simulator gebaseerd op de televisieserie Stargate SG-1. De attractie werd voor het eerst in gebruik genomen op het Space Center in Bremen, Duitsland in december 2003. De attractie staat momenteel in Six Flags Kentucky Kingdom en Six Flags Marine World. Tot 2006 was de attractie ook in Six Flags Great America, maar daar is hij inmiddels vervangen door Space Shuttle America

## Verhaal
Het is het jaar 3000. De Asgard hebben 1000 jaar geleden besloten het Stargatesysteem te sluiten. De SGC is nu een museum. Een hologramversie van generaal Hammond heet de bezoekers (de mensen in de attractie) welkom. Terwijl Hammond de kijker rondleidt, wordt hij onderbroken door een Asgard. Deze vertelt hem dat Apophis’ dochter Satra het bestaan van de Gatekey heeft ontdekt; een apparaat met de code waarmee elke Stargate in het universum kan worden gevonden. Het is belangrijk dat SGC deze gatekey in handen krijgt voordat Satra dat doet. Dan verschijnt Satra zelf in beeld, die zichzelf uitroept tot koningin van de Melkweg. Hammond richt zich tot de bezoekers en vertelt hen dat van de andere SG-1-leden ook hologramversies bewaard zijn gebleven. Ook vertelt hij dat er een ruimteschip is ontwikkeld om door de Stargate te reizen. Hammond stuurt de bezoekers met de SG-1-leden door de Stargate in het schip om Satra op te sporen. Dit is waar de attractie begint. De simulatie voert de bezoeker door drie werelden.